# Patricia Mountbatten
Patricia Mountbatten (également connue sous son nom d'épouse Patricia Knatchbull), comtesse Mountbatten de Birmanie et baronne Brabourne, est née le 14 février 1924 à Londres, au Royaume-Uni, et morte le 13 juin 2017 à Mersham, dans ce même pays. Fille aînée de Lord Louis Mountbatten, elle est membre de la Chambre des lords de 1979 à 1999.

## Famille
Lady Patricia Mountbatten est la fille aînée de lord Louis Mountbatten (1900-1979), comte Mountbatten de Birmanie, et de son épouse Edwina Ashley (1901-1960). Par son père, elle est donc la petite-fille du prince Louis de Battenberg (1854-1921), marquis de Milford Haven, et de la princesse Victoria de Hesse-Darmstadt (1863-1950) tandis que, par sa mère, elle descend de Wilfrid Ashley (1867-1939), baron Mount Temple, et d'Amalia Cassel (1880-1911).
Le 26 octobre 1946, Patricia Mountbatten épouse, à Romsey, John Knatchbull (1924-2005), baron Brabourne, lui-même fils de Michael Knatchbull (1894-1939).
De ce mariage naissent huit enfants :
- Norton Knatchbull (1947), comte Mountbatten de Birmanie et baron Brabourne, qui épouse Penelope Eastwood ;
- Michael-John Knatchbull (1950) ;
- Anthony Knatchbull (1952-1952) ;
- Joanna Knatchbull (1955) ;
- Amanda Knatchbull (1957) ;
- Philip Knatchbull (1961) ;
- Nicholas Knatchbull (1964-1979) ;
- Timothy Knatchbull (1964).

## Biographie
Née à Londres en 1924, Patricia Mountbatten grandit au sein d'un foyer peu conventionnel. Élevée par des gouvernantes, elle noue une relation étroite avec son père, Louis Mountbatten, mais beaucoup plus distante avec sa mère, Edwina.
Envoyée aux États-Unis au début de la Seconde Guerre mondiale, Patricia Mountbatten revient au Royaume-Uni en 1943. Elle intègre alors le Women's Royal Naval Service. Envoyée en Asie peu de temps après, Patricia Mountbatten fait la connaissance de l'aide-de-camp de son père, John Knatchbull, dont elle ne tarde pas à tomber amoureuse. Peu de temps après la guerre, en 1946, le couple se marie ; l'une des demoiselles d'honneurs est la princesse Élisabeth, future reine du Royaume-Uni.
Patricia Mountbatten et John Knatchbull forment un couple uni, qui donne le jour à une famille nombreuse, composée de deux filles et cinq garçons, leur troisième enfant Anthony est mort-né en 1952. Parmi eux, Nicholas trouve la mort à l'âge de 14 ans dans l'attentat organisé par l'IRA provisoire contre Louis Mountbatten en 1979. Cet événement coûte également la vie à la belle-mère de Patricia et à un ami de son fils, tandis que Patricia Mountbatten est grièvement blessée, de même que son mari et un autre de ses fils, Timothy.
Très affectée par ses blessures et par la mort de Nicholas, Patricia Mountbatten traverse une période difficile. Une fois rétablie, elle s'engage auprès de plusieurs associations caritatives, souvent en faveur des enfants. En dépit de sa peine, Patricia Mountbatten appuie, jusqu'à sa mort, le processus de paix en Irlande du Nord. En 2012, elle déclare ainsi qu'elle approuve totalement la rencontre de la reine avec le commanditaire de l'attentat contre sa famille.

## Dans la culture populaire
Patricia Mountbatten apparaît dans de nombreux documentaires consacrés à la famille royale britannique, à la fois dans des images d'archives et comme commentatrice.
Son rôle est interprété par Harriet Benson dans la saison 4 de la série télévisée The Crown.

### Sur Patricia Mountbatten
- (en) Arturo E. Beéche et Ilana B. Miller, « Mountbatten's Girls - Patricia and Pamela », dans The Grand Ducal House of Hesse, Eurohistory, 2020 (ISBN 1944207082), p. 166-175.

### Sur les proches de Patricia
- (en) Pamela Hicks, Daughter of Empire : My Life as a Mountbatten, Weidenfeld & Nicholson, 2013 (ISBN 178022284X).
- (en) Andrew Lownie, The Mountbattens : Their Lives & Loves, Blink Publishing, 2019 (ISBN 1788702565).

## Presse en ligne
- Dominique Bonnet, « La comtesse Patricia Mountbatten, marraine du prince Charles, est morte », Paris Match,‎ 17 juin 2017 (lire en ligne).
- (en) Adrian Higgins, « Patricia Knatchbull, prince’s cousin injured in 1979 IRA bomb attack, dies at 93 », The Washington Post,‎ 17 juin 2017 (lire en ligne).
- (en) Troy Lenon, « Patricia Knatchbull, daughter of Lord Louis Mountbatten, dies at 93 », The Daily Telegraph,‎ 16 juin 2017 (lire en ligne).
- Isabelle Rivière, « La comtesse Mountbatten: une vie », Point de vue,‎ 3 juillet 2017 (lire en ligne).
- Alice George, « Les funérailles de la comtesse Mountbatten », Point de vue,‎ 3 juillet 2017 (lire en ligne).
- (en) « British socialite whose father, Lord Mountbatten, and son were killed by the IRA », The Irish Times,‎ 17 juin 2017 (lire en ligne).